# واهوگپیتیا
واهوگپیتیا (به لاتین: Wahugepitiya) یک منطقهٔ مسکونی در سری‌لانکا است که در استان مرکزی (سری‌لانکا) واقع شده‌است.